# The Simple Life
Pour les articles homonymes, voir Simple Life.
The Simple Life est une émission de téléréalité américaine en 55 épisodes de 22 minutes mettant en vedette Paris Hilton et Nicole Richie, dont les trois premières saisons ont été diffusées entre le 2 décembre 2003 et le 12 mai 2005 sur le réseau Fox, et les deux dernières entre le 4 juin 2006 et le 5 août 2007 sur la chaîne E!.
Au Québec, elle est diffusée sous le titre Pauvres filles à partir du 2 avril 2004 à MusiquePlus, et en France à partir du 3 avril 2004 sur Canal+.

## Synopsis
Le principe est simple : comment deux jeunes stars de la jet-set vont-elles réussir à survivre à une vie sans argent, sans portable et sans boîte de nuit ?

### Saison 1
Au cours de la saison 1, Paris Hilton et Nicole Richie sont confrontées à la vie de la ferme, dans la ville d'Altus (Arkansas) où habite la famille Leding. Cette saison comporte neuf épisodes : sept épisodes ainsi qu'un épisode constitué d'images inédites et un épisode Reunion avec les deux femmes, la famille et leurs patrons.
L'audience moyenne de la saison 1 a été de 10 millions de téléspectateurs.

### Saison 2
Dans la saison 2, intitulée road trip, la caméra suit Paris et Nicole dans un camping car rose fluo qui parcourt l'Amérique. Cette saison comporte onze épisodes : 10 épisodes normaux et un épisode constitué de chutes et de scènes inédites.
Cette saison a été diffusée en France sur Canal+ en mars 2005 et rediffusée sur les chaînes françaises €urope et Europe 2 TV.
L'audience moyenne de la seconde saison fut de 12 millions de téléspectateurs.

### Saison 3
Dans la saison 3, intitulée Interns (en français « Stagiaires ») Paris et Nicole parcourent les États-Unis en bus, en s'arrêtant dans de nombreuses familles, et pratiquant à chaque fois toute une série de petits boulots (mécaniciennes, secrétaires, pompiers, etc.).
Cette saison comporte seize épisodes et a été diffusée pendant l'été 2006 sur Canal+.
L'audience moyenne de la saison 3 a été de 7,5 millions de téléspectateurs.

### Saison 4
La saison 4 est intitulée Till Death Do Us Part (en français « Jusqu'à ce que la mort nous sépare »). Le défi de Paris et Nicole : démontrer laquelle d'entre elles est la meilleure pour maintenir une maison, élever des enfants et tous les autres aspects de la vie quotidienne d'une mère au foyer, etc.
Cette saison a été diffusée sur la chaine câblée E! le 4 juin 2006, avec dix épisodes de 30 minutes.
Les téléspectateurs semblent se lasser de voir Paris et Nicole se disputer : l'audience a chuté à 6 millions de téléspectateurs.

### Saison 5
La saison 5 intitulée Goes To the Camp a été tournée en novembre 2006 et diffusée aux États-Unis en mars 2007.
En France elle a été diffusée sur Europe 2 TV et comptait dix épisodes. Cette fois-ci, Paris et Nicole apprennent à vivre dans un camp. Cette saison est la dernière de la série à cause des faibles audiences.
Cette cinquième saison marque les retrouvailles des héroïnes. 7 millions de téléspectateurs ont suivi cette dernière saison.

## Générique
La chanson du générique est chantée par We3Kings. La chanson que l'on entend surtout vers la fin des épisodes est la chanson Hey Ms Hilton de The Penfifteen Club, disponible sur la bande originale.

## Anecdotes
- Au départ, c'est Nicky Hilton, la sœur cadette de Paris, qui devait jouer dans cette série. Mais elle a refusé car elle était "trop gênée", selon elle.
- Aux Teen Choice Awards en 2004, l'émission a obtenu deux nominations comme « Meilleure émission de télé-réalité » ainsi qu'une nomination pour Paris Hilton comme « meilleure personnalité du petit écran dans une émission de télé-réalité ».
- En octobre 2005, Fox annule la série, ne trouvant pas de case horaire de mi-saison[3]. Elle est récupérée le mois suivant par la chaîne spécialisée E! pour le printemps 2006[4].
- Une suite devait avoir lieu avec toujours Paris Hilton et son « ex » amie Lindsay Lohan mais cette suite n'a finalement pas eu lieu.
- Au vu des audiences, qui ont sensiblement baissé au fil des saisons, aucune saison supplémentaire ne devrait être prévue, d'une part parce que Nicole Richie est devenue mère et ne peut se montrer comme la jeune fille délurée et agitée qu'elle était jusque-là dans la série, et d'autre part parce que Paris Hilton aurait voulu changer de vie après son séjour en prison et que l'image de personne frivole de la série ne correspondrait plus à la bonne personne qu'elle souhaiterait désormais être.
- Paris et Nicole ont été hébergées dans la famille de la jeune chanteuse Kesha dans la saison 3. Elle avait 17 ans.
- En 2004, le concept a été repris et adapté au Québec, sous le titre La Vie rurale, avec Anne-Marie Losique et la chanteuse Jacynthe. L'émission est diffusée à partir du 7 septembre 2004 à MusiMax[5],[6].